# Valdštejn (hrad)
Valdštejn (německy Waldstein n. Wallenstein) je zřícenina hradu v okrese Semily blízko Turnova, v oblasti Českého ráje. Rodový hrad pánů z Valdštejna pochází z druhé poloviny 13. století. Je jedním z nejstarších hradů v oblasti.
Nyní je Valdštejn v držení města Turnova.

## Historie

### Zakladatel
Hrad postavila jedna z větví rodu Markvarticů asi v letech 1260 až 1280. Byl to zřejmě Jaroslav z Hruštice, který byl mj. purkrabím hradu v Mladé Boleslavi, či jeho syn Zdeněk, a Valdštejn se pak stal jejich rodovým sídlem, podle něhož oni i jejich potomci používali predikát páni z Valdštejna. Jsou označováni jako Valdštejnové.
Jaroslav z Hruštice (Hruštice byla tvrz u Turnova) zprvu používal jméno Jaroslav z Lemberka, protože byl příslušníkem rodiny Lemberků.

### Další vývoj
Valdštejnové zde zůstali 100 let. Je např. znám Zdeněk z Valdštejna, dvořan krále Jana Lucemburského, Hynek z Valdštejna, který se roku 1336 zúčastnil vojenské výpravy českého krále do Litvy, a Jan z Valdštejna, jenž půjčil 1500 kop grošů markraběti Karlovi, pozdějšímu králi Karlovi IV.

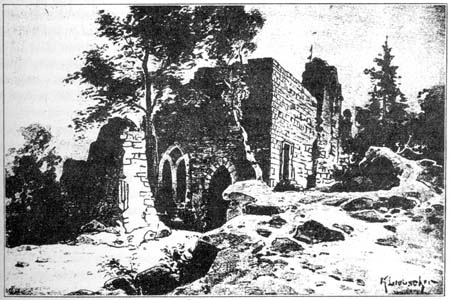
Hrad na kresbě Karla Liebschera

Koncem 14. století sídlo získal rod Vartenberků, který patřil rovněž k rodu Markvarticů. S Jindřichem z Vartenberka se rozhodl vyřídit své účty husitský vojevůdce Jan Žižka z Trocnova, který na jaře 1424 přitáhl s vojskem k Turnovu, dobyl jej, vyvrátil tamní klášter a dobyl i Valdštejn. Pak jej svěřil panu z Valečova, svému příteli, který zde roku 1427 uvěznil na rok prince Zikmunda Korybutoviče, kandidáta českého trůnu. V roce 1431 byl na hradu další přívrženec husitů Rameš Rozvoda ze Stakor (pak z Hrádku).
V letech 1438–1439 se hradu (i nedalekého sídla Kavčiny) zmocnily tlupy loupežníků a proto je oba v roce 1440 dobyla zemská hotovost. Střídání majitelů pokračovalo. Žili zde Šofové z Helfenburka a od roku 1514 Smiřičtí ze Smiřic. Kolem roku 1550 hrad při požáru lehl popelem.
Na sklonku 17. století se v zřícenině usadil poustevník Václav Holan Rovenský a začali sem docházet různí poutníci. Majitelé zdejšího panství Valdštejnové (vlastníci z let 1620–1821) a po nich i Aehrenthalové (1821–1945) ze zřícenin vybudovali romantické poutní místo. V roce 1713 vznikly kamenné schody, 1722 byla na prvním nádvoří vybudována kaple sv. Jana Nepomuckého a brzy poté i řada soch, roku 1817 pak vznikla kaplička sv. Jana Křtitele. Roku 1836 byla postavena vstupní brána za kamenným mostem, osazeným řadou soch.
Restauraci na hradě měla v nájmu rodina Čihulkova od roku 1923 do roku 1949. Poté byla zařazena do sokolského družstva Vzlet. Od druhé světové války centrum pro horolezce.

## Turistika
| Rok  | Počet návštěvníků |
| ---- | ----------------- |
| 2015 | 56 874            |
| 2016 | 54 525            |
| 2017 | 58 939            |
| 2018 | 54 128            |

Zřícenina je přístupná pěšky po zelené a červené turistické značce, nejbližší parkoviště pro auta je asi 1 km daleko. Od Turnova, v jehož katastrálním území Mašov u Turnova se hrad nachází, je místo vzdálené 3 km jjv. směrem. Prohlídky jsou možné v sezónních měsících, platí se vstupné. Samotná zřícenina je ve výši 389 m n. m., převýšení činí 90 metrů. V jihovýchodním sousedství hradu se prostírá přírodní rezervace Hruboskalsko.

## Zajímavosti
- Hrad se německy nazýval Waldstein, v českém překladu tedy Lesní kámen.
- Obraz světce v kapličce je možná jedinou existující podobiznou Karla Hynka Máchy[7]. Autorem malby z roku 1836 je František Mašek (Maschek, 1790-1862).
- Na Valdštejně složil skladatel Josef Bohuslav Foerster oratorium Sv. Václav a Pátou symfonii.[8]
- V letech 1954 až 1958 zde s rodinou pobýval spisovatel a básník Eduard Petiška, který na Valdštejně napsal několik literárních děl, mj. „Staré řecké báje a pověsti“.  [9]

## Galerie

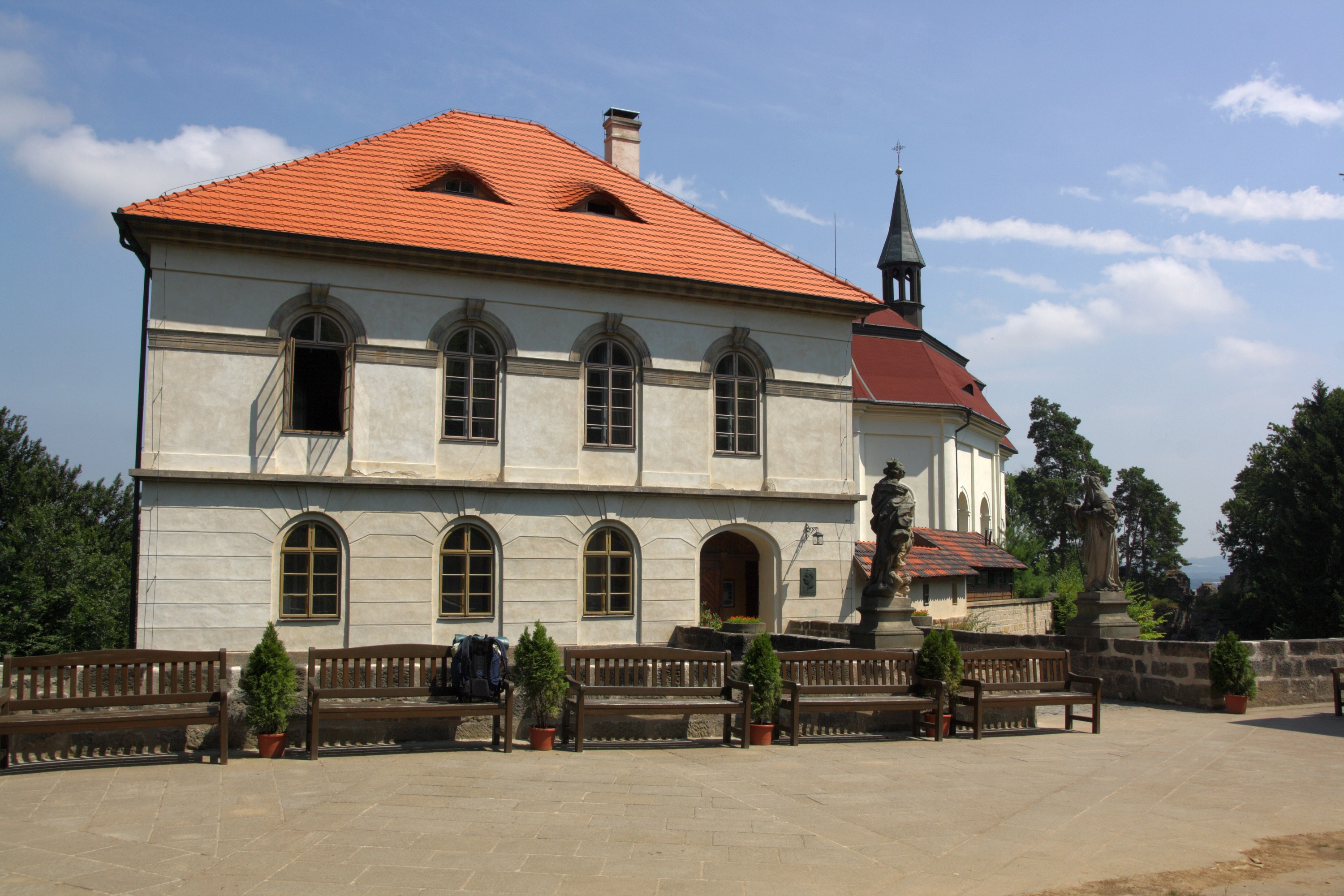
Vstupní nádvoří s bývalou restaurací a hotelem
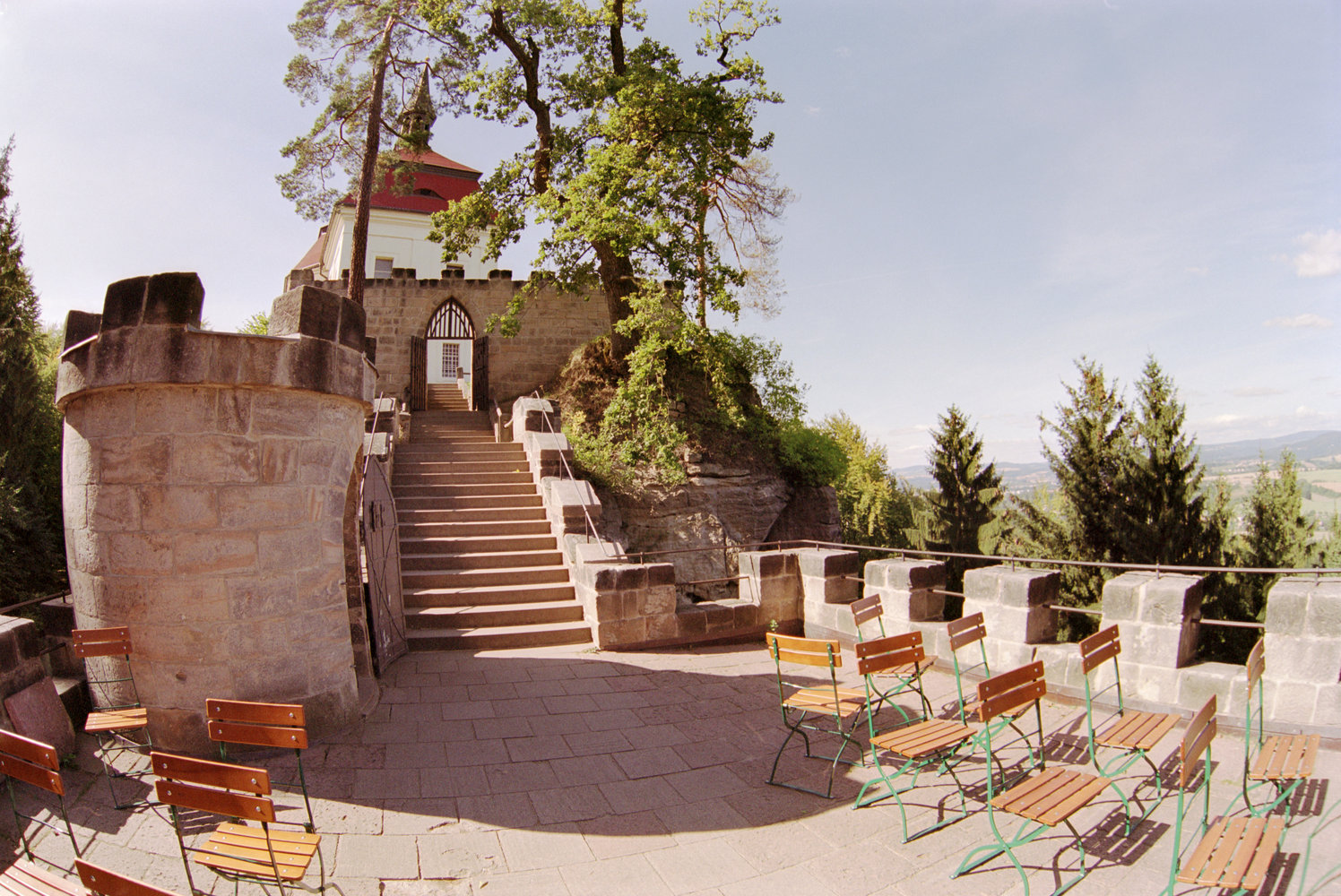
Nádvoří hradu
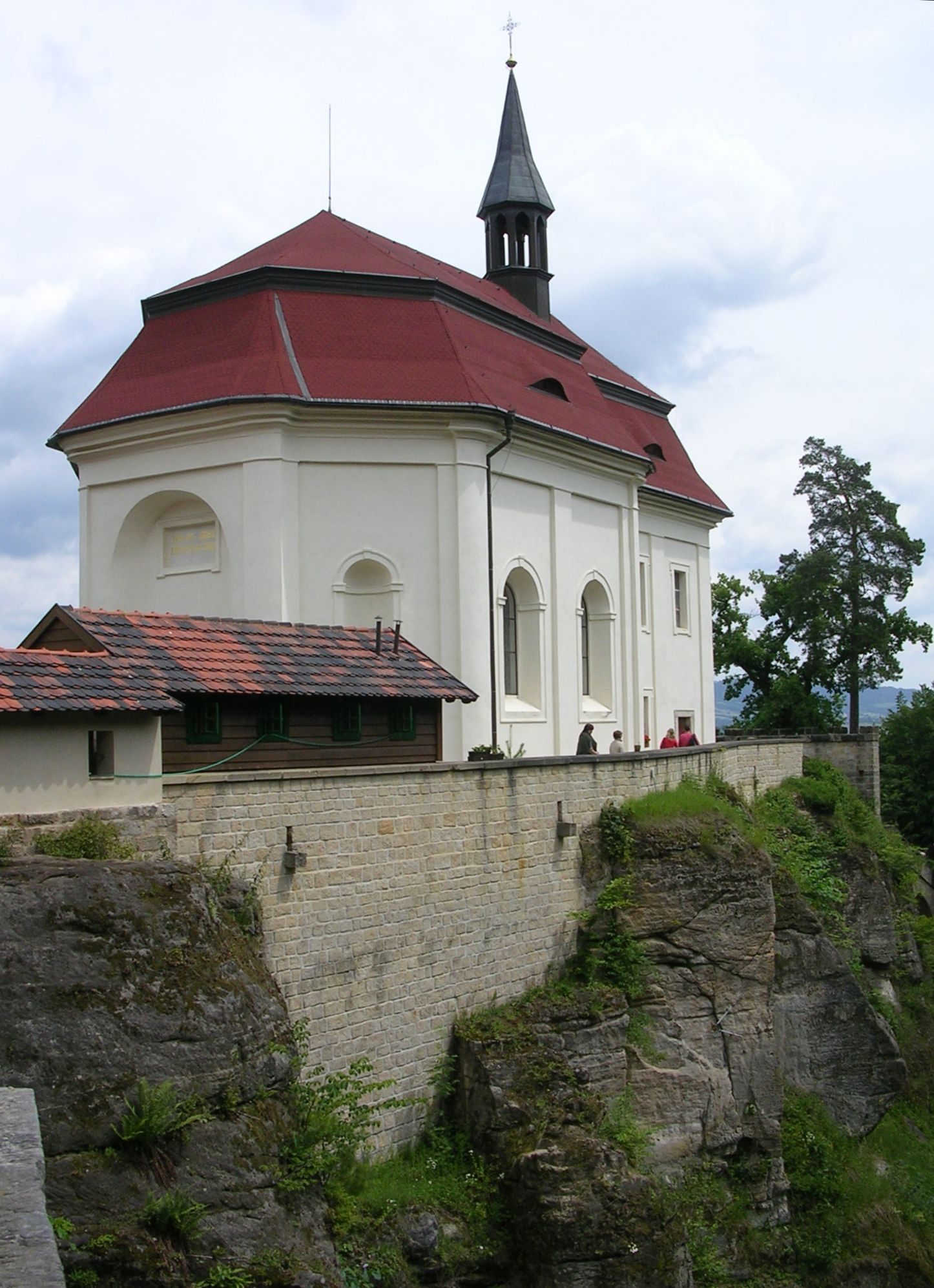
Kaple sv. Jana Nepomuckého
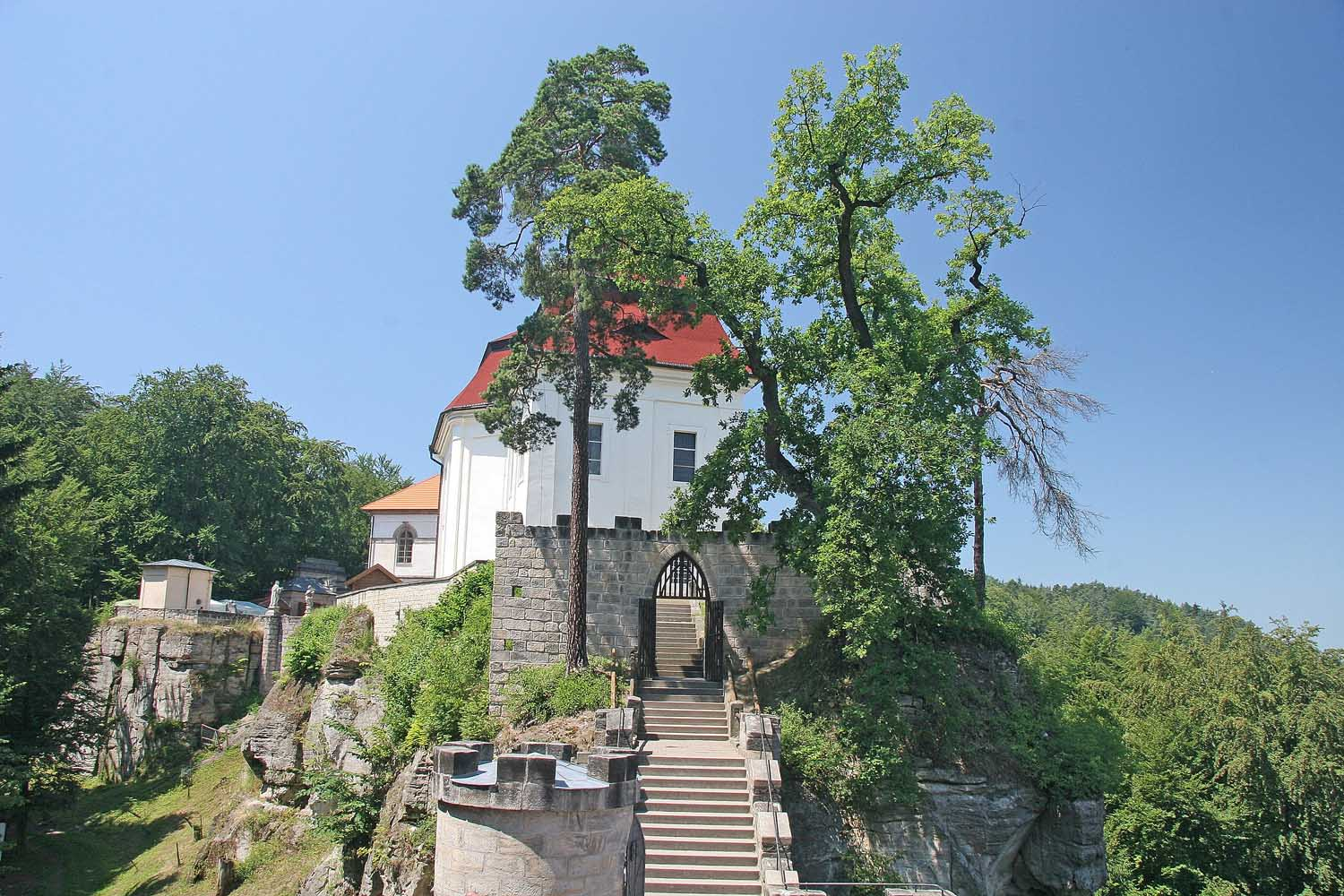
Kaple sv. Jana Nepomuckého ze zadní strany.
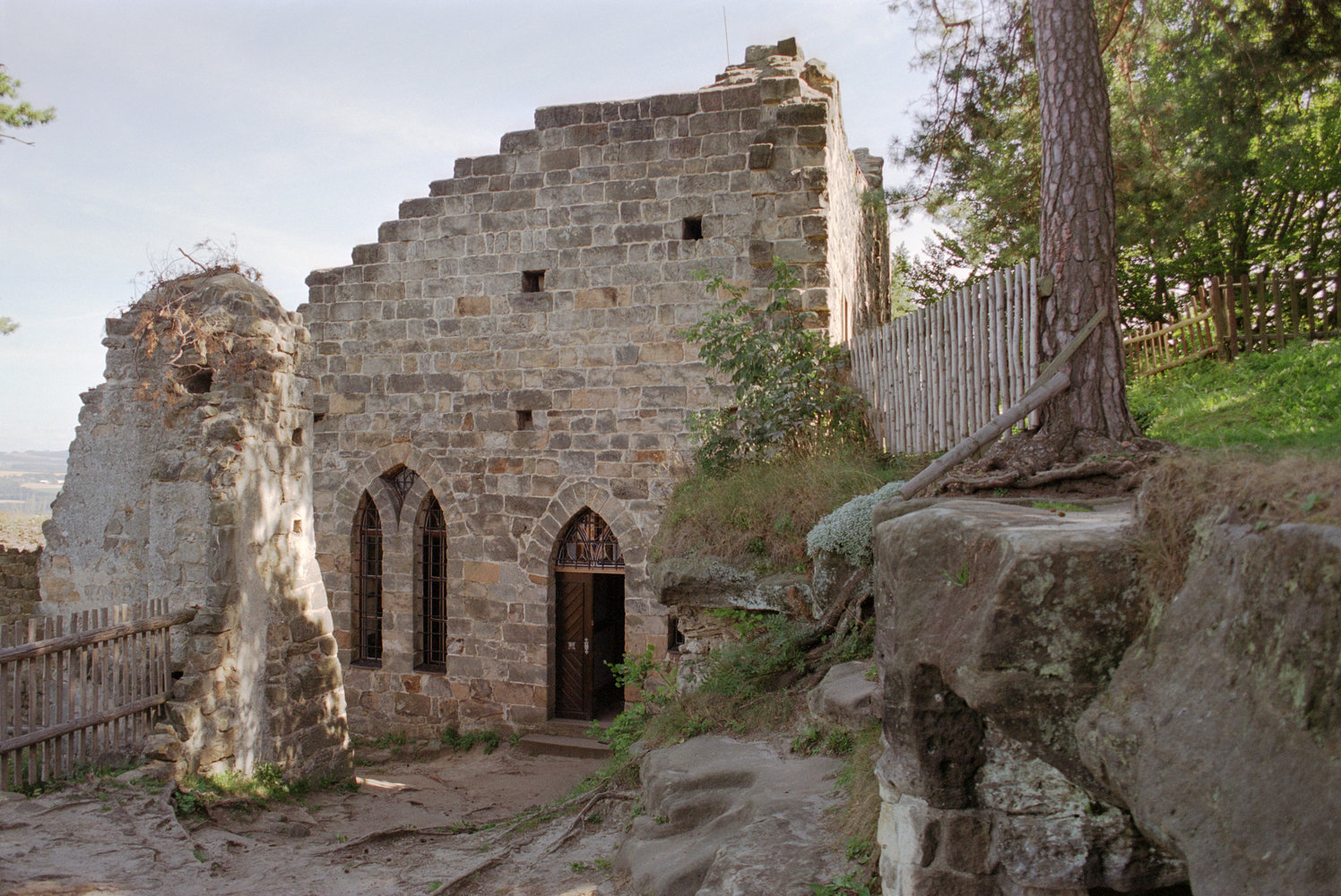
Romantický palác